# Mark Schultz (ilustrador)
Mark Schultz (7 de junho de 1955) é um escritor e ilustrador estadunidense de histórias em quadrinhos. Seu trabalho mais conhecido é a série de HQs Xenozoic Tales, sobre um mundo pós-apocalíptico onde dinossauros e outras criaturas pré-históricas coexistem com seres humanos. Atualmente, também é o responsável por escrever a tiras do Prince Valiant.
A grande sacada de Schultz foi criar o explorador e mecânico de Cadillacs Jack Tenrec, que inventa um Cadillac movido a guano (cocô de dinossauro). Ele é perseguido não só pelos dinossauros da história mas também por aqueles que querem a fórmula secreta do seu combustível.